# 上伊集院駅
上伊集院駅（かみいじゅういんえき）は、鹿児島県鹿児島市上谷口町にある九州旅客鉄道（JR九州）鹿児島本線の駅である。
駅名は旧松元町の町制施行前の村名であった「上伊集院村」に由来している（「#駅名の由来」を参照）。駅の標高は141mで、鹿児島本線の駅では最高地点に所在し、隣の広木駅を経て鹿児島中央駅に向かって9km余りの一方的な下り勾配になっている。

## 歴史

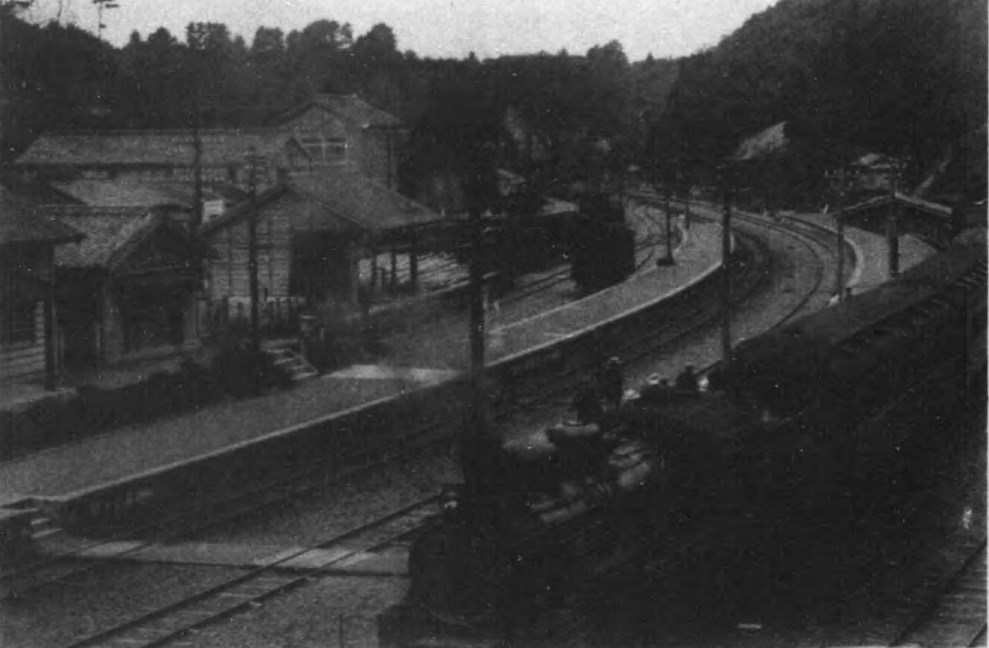
1937年頃の饅頭石駅

- 1913年（大正2年）10月11日：川内線として東市来-鹿児島間が開通したのに伴い、日置郡上伊集院村大字上谷口に饅頭石駅（まんじゅういしえき）として鉄道院が開設[1][2][3]。
- 1914年（大正3年）1月12日：桜島地震により鹿児島駅から伊集院駅までが翌日の復旧まで不通となる[4]。同地震及び桜島の大正大噴火により鹿児島市街からの避難民が饅頭石駅に集結したため、上伊集院村及び上伊集院村の青年会により駅前で炊出しが実施される[5]。
- 1924年（大正13年）10月20日：川内線が宮之城線の開業に伴い、川内本線に改称。
- 1927年（昭和2年）10月17日：川内本線が鹿児島本線に編入され、鹿児島本線所属駅となる。
- 1949年（昭和24年）
  - 6月1日：日本国有鉄道法施行に伴い日本国有鉄道が継承。
  - 12月15日：饅頭石駅から上伊集院駅に駅名改称[1][2][6]。
- 1961年（昭和36年）9月1日：貨物の取り扱いを廃止[7]。
- 1968年（昭和43年）9月27日：上伊集院駅から広木信号場（現在の広木駅）までの間が複線化[1]。
- 1972年（昭和47年）4月21日：跨線橋の供用を開始する[1]。
- 1974年（昭和49年）4月21日：西鹿児島駅（現・鹿児島中央駅）と上伊集院駅間で鹿児島本線特急列車曲線過速度脱線事故が発生。
- 1973年（昭和48年）4月1日：直営駅から業務委託駅となる[1]。
- 1980年（昭和55年）2月6日：薩摩松元駅から上伊集院駅までの間が複線化。
- 1984年（昭和59年）2月1日：荷物扱い廃止[7]。
- 1985年（昭和60年）：上伊集院駅付近に松陽高校が開校し、それに伴う乗降人員の増加により、駅舎が手狭になったことから現駅舎に建て替えられる[1]。
- 1987年（昭和62年）4月1日：国鉄分割民営化により九州旅客鉄道が継承。
- 2004年（平成16年）3月13日：九州新幹線部分開業に伴うドリームつばめ廃止に伴い鹿児島中央駅→川内駅間で最終列車として運行される快速列車の停車駅となる[注釈 1]。
- 2012年（平成24年）12月1日：ICカードSUGOCAの利用を開始[8]。
- 2020年（令和2年）3月7日：新跨線橋の運用開始。トイレ水洗化。
- 2023年（令和5年）10月1日：JR九州サービスサポートによる業務委託駅から[9]九州旅客鉄道本体による直営駅へと変更される[10]。

### 駅名の由来
1913年に開設された際には「饅頭石駅」であった。饅頭石とは饅頭石駅の開業当時、隣村であった谷山村大字五ケ別府（現在の鹿児島市五ケ別府町）にある島津貴久が休息したとされる巨大石のことである。
1949年に上伊集院村議会の議決による村の請願により、饅頭石駅から上伊集院駅に改称された。上伊集院という名称は当時の自治体名である上伊集院村に由来している。上伊集院村の市街地及び村役場は現在の薩摩松元駅付近にあったが、市街地には駅名改称から5年後の1954年（昭和29年）に薩摩松元駅が設置されるまで駅は存在しておらず、上伊集院駅に改称された1949年時点では上伊集院村唯一の駅であった。上伊集院村は、1960年（昭和35年）に町制施行及び改称し松元町となり、2004年（平成16年）に鹿児島市に編入され消滅している。

## 駅構造
単式ホーム1面1線と島式ホーム1面1線、合計2面2線を有する地上駅。互いのホームは跨線橋で連絡している。かつては単式ホーム1面1線と島式ホーム1面2線の2面3線であったが、2018年（平成30年）9月からのバリアフリー化によるホーム嵩上げと新跨線橋設置工事に伴い島式ホーム旧2番のりばが廃止された。現2代目駅舎は1985年（昭和60年）3月に改築されたもの。
JR九州本体が駅業務を行う直営駅で、きっぷうりばが設置されている。常駐でないため早朝夜間は無人駅となる。
IC乗車カード「SUGOCA」の利用が可能で（相互利用可能ICカードはSUGOCAの項を参照）、簡易SUGOCA改札機が設置されている。SUGOCAは「無記名式」のみを券売機で販売しており、窓口では販売していない。また、定期券等「記名式」のSUGOCAは購入出来ない。
タッチパネル式ICカード対応自動券売機が設置されており、ICカードへのチャージやSUGOCAポイントチャージ等が行える。ICカードチャージ機も設置されている。なお、トイレは改札内にある（男女別の水洗）。

### のりば
| 番線 | 路線        | 方向 | 行先             |
| ---- | ----------- | ---- | ---------------- |
| 1    | ■鹿児島本線 | 上り | 伊集院・川内方面 |
| 2    | ■鹿児島本線 | 下り | 鹿児島中央方面   |

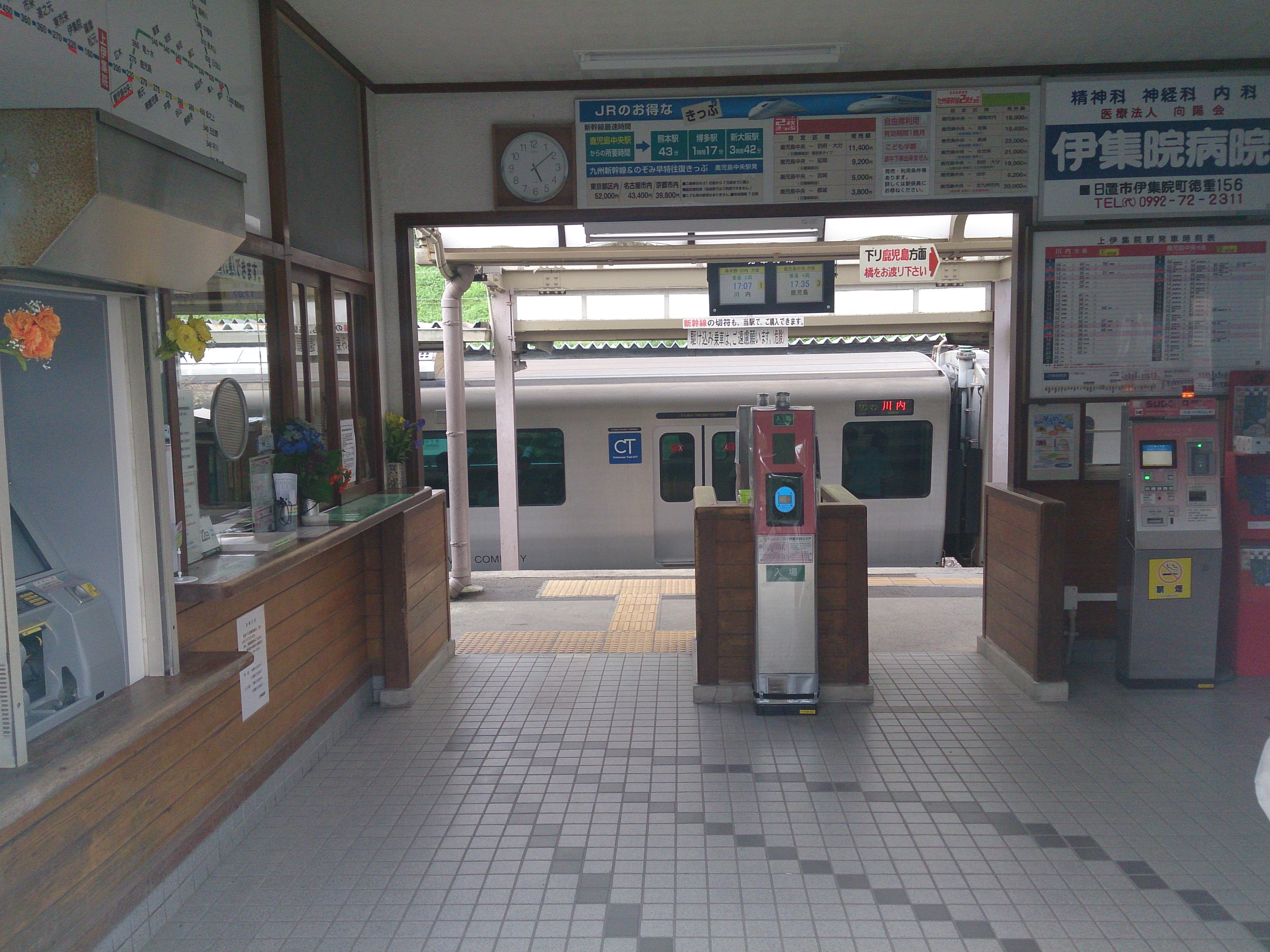
駅舎内
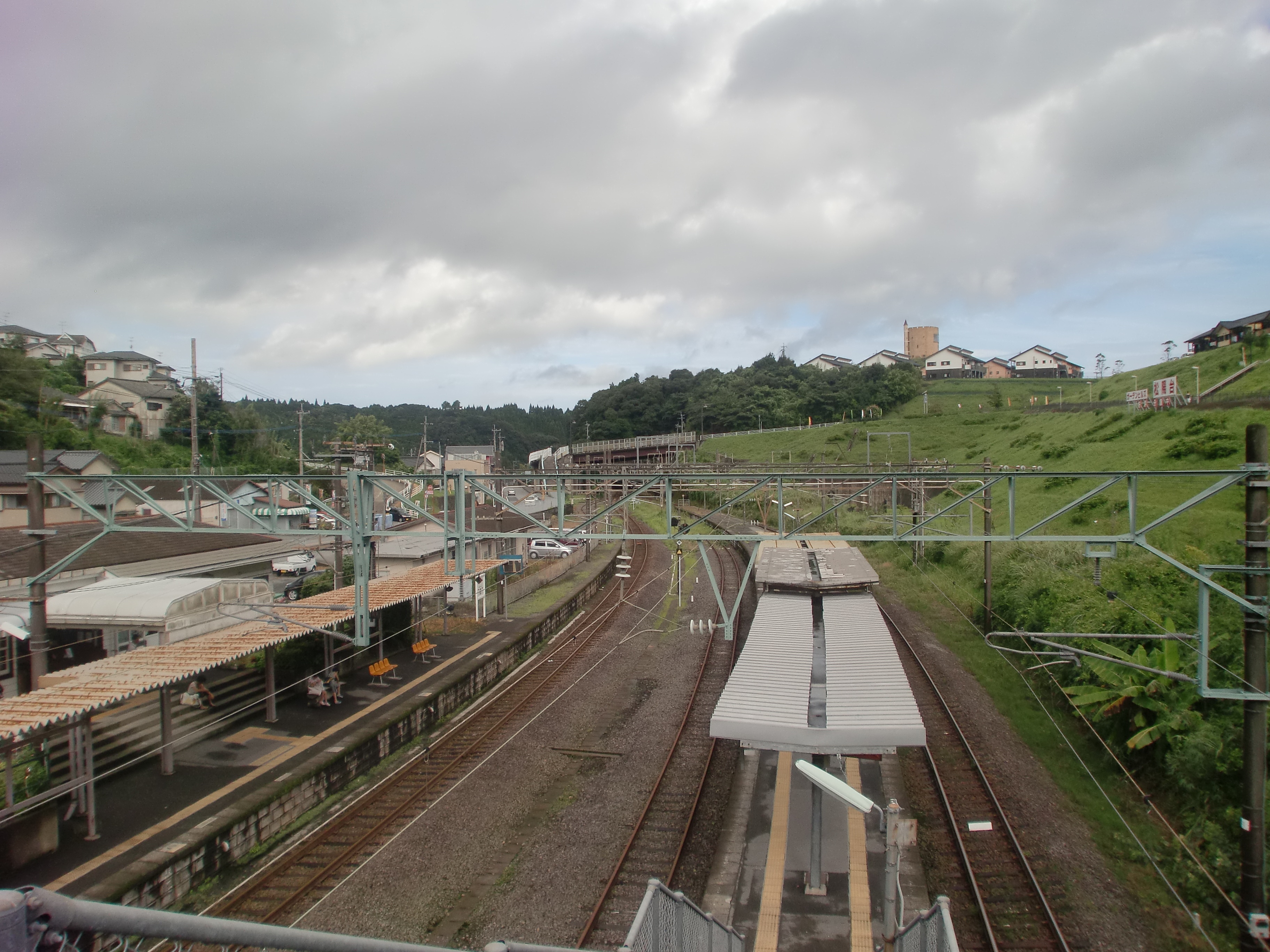
ホーム（構内の跨線橋から川内方面を望む）

## 利用状況
2023年（令和2年）度の1日平均の乗車人員は1,703人であり、JR九州管轄駅では別府大学駅に次いで99位である。
| 年度 | 1日平均 乗車人員 | 1日平均 乗降人員 |
| ---- | ---------------- | ---------------- |
| 2003 | 1,356            |                  |
| 2004 | 1,343            |                  |
| 2005 | 1,403            |                  |
| 2006 | 1,441            |                  |
| 2007 | 1,480            | 2,975            |
| 2008 | 1,569            | 3,136            |
| 2009 | 1,635            | 3,293            |
| 2010 | 1,663            | 3,342            |
| 2011 | 1,655            | 3,330            |
| 2012 | 1,660            | 3,331            |
| 2013 | 1,734            | 3,476            |
| 2014 | 1,618            | 3,248            |
| 2015 | 1,650            | 3,306            |
| 2016 | 1,667            |                  |
| 2017 | 1,713            |                  |
| 2018 | 1,725            |                  |
| 2019 | 1,737            |                  |
| 2020 | 1,501            |                  |
| 2021 | 1,487            |                  |
| 2022 | 1,551            |                  |
| 2023 | 1,703            |                  |

## 駅周辺
駅前を鹿児島県道24号鹿児島東市来線が通っている。駅北側には鹿児島県住宅供給公社により造成された「ガーデンヒルズ松陽台」があるほか、駅南側に隣接する春山町、北側に隣接する石谷町では住宅地化が急速に進んでいる。
- 市営上伊集院駅自転車等駐車場
- 上伊集院郵便局
- 鹿児島県立松陽高等学校
- 饅頭石 - 駅から東へ1km行った松林にある大きな石。旧駅名はこれから命名された。

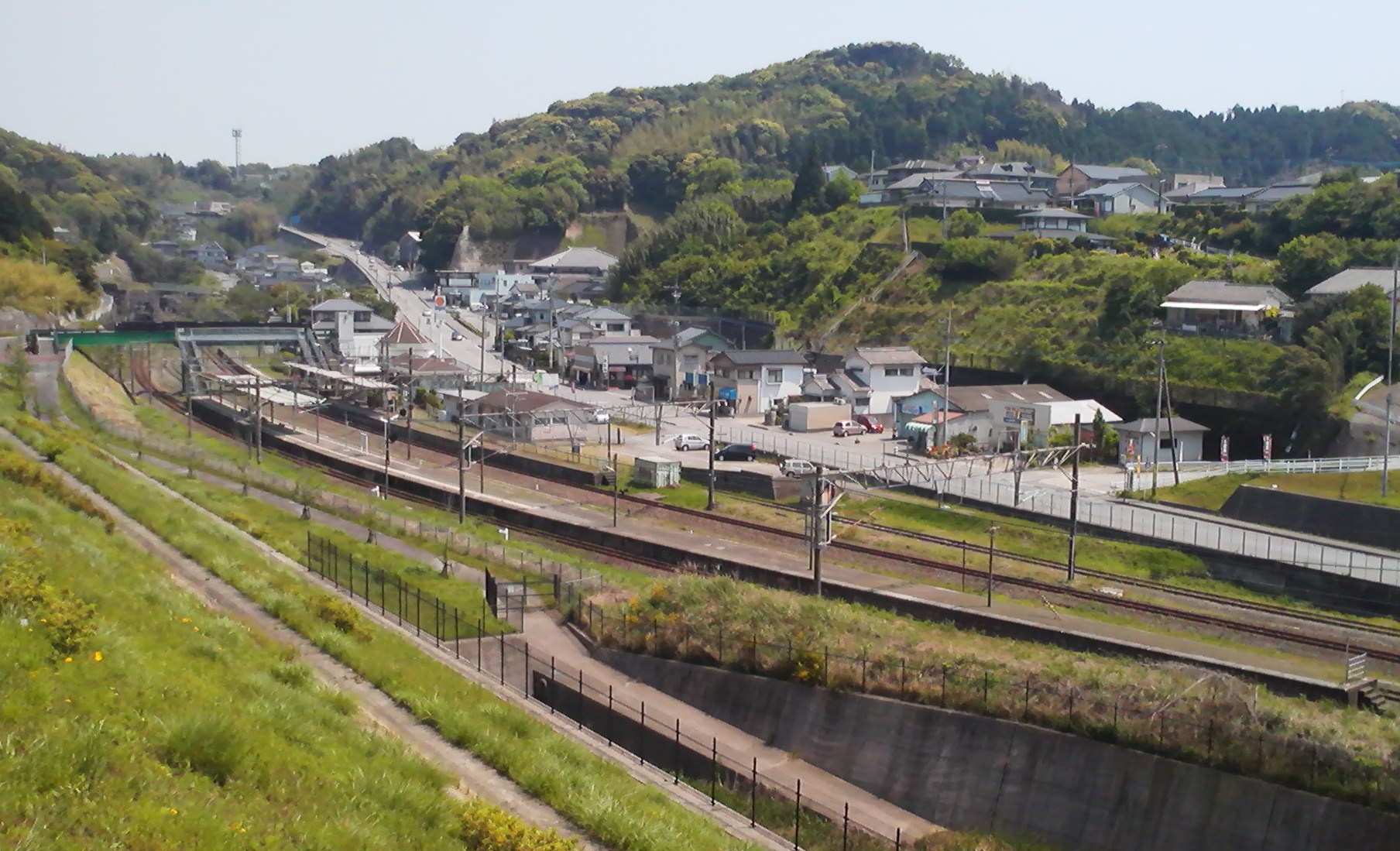
松陽台町入口展望台より駅構内を望む

## 隣の駅
九州旅客鉄道（JR九州）
■鹿児島本線
薩摩松元駅 - 上伊集院駅 - 広木駅